# CD-Action
CD-Action je polský časopis zaměřený na počítačové hry.
Časopis vychází od roku 1996 jako měsíčník. Nové číslo vychází co 28 dní, proto každý rok vychází třináct čísel včetně speciálního. Standardní rozsah čísla je 148 stran, ale bývá i vyšší.
Od prosince 2006 je přílohou dvojvsrtvý DVD disk (dříve vycházely verze s CD diskem pro čtenáře bez DVD mechanik).
Komiksy pro časopis ilustrují Marek Lenc a Błażej Wiśniewski.
18. října 2005 se objevil pokus o uvedení české mutace časopisu. Byl však neúspěšný a vyšlo jen jedno
číslo (výhradně s DVD diskem).
Byl anoncován jako „Nový herní časopis s 9GB DVD přílohou – až 4 plné verze her v češtině. Aktuální informace ze světa počítačových her, zajímavosti z oblasti hardwaru, výpočetní techniky i spotřební elektroniky.“ Domovské stránky české verze časopisu https://web.archive.org/web/20060620000331/http://www.cdaction.cz/ už neexistují.